# Feytiat
Feytiat é uma comuna francesa na região administrativa da Nova Aquitânia, no departamento de Alto Vienne. Estende-se por uma área de 25,32 km². Em 2010 a comuna tinha 6 195 habitantes (densidade: 244,7 hab./km²).